# Dypterygia scabriuscula
The Bird’s Wing (Dypterygia scabriuscula) là một loài bướm đêm thuộc họ Noctuidae. Loài này được tìm thấy ở châu Âu và Tây Á.
Sải cánh dài 32–37 mm. The moths gặp ở tháng 4 đến tháng 8 tùy theo địa điểm.
Sâu bướm ăn các loài Rumex và Polygonum aviculare.

## Hình ảnh

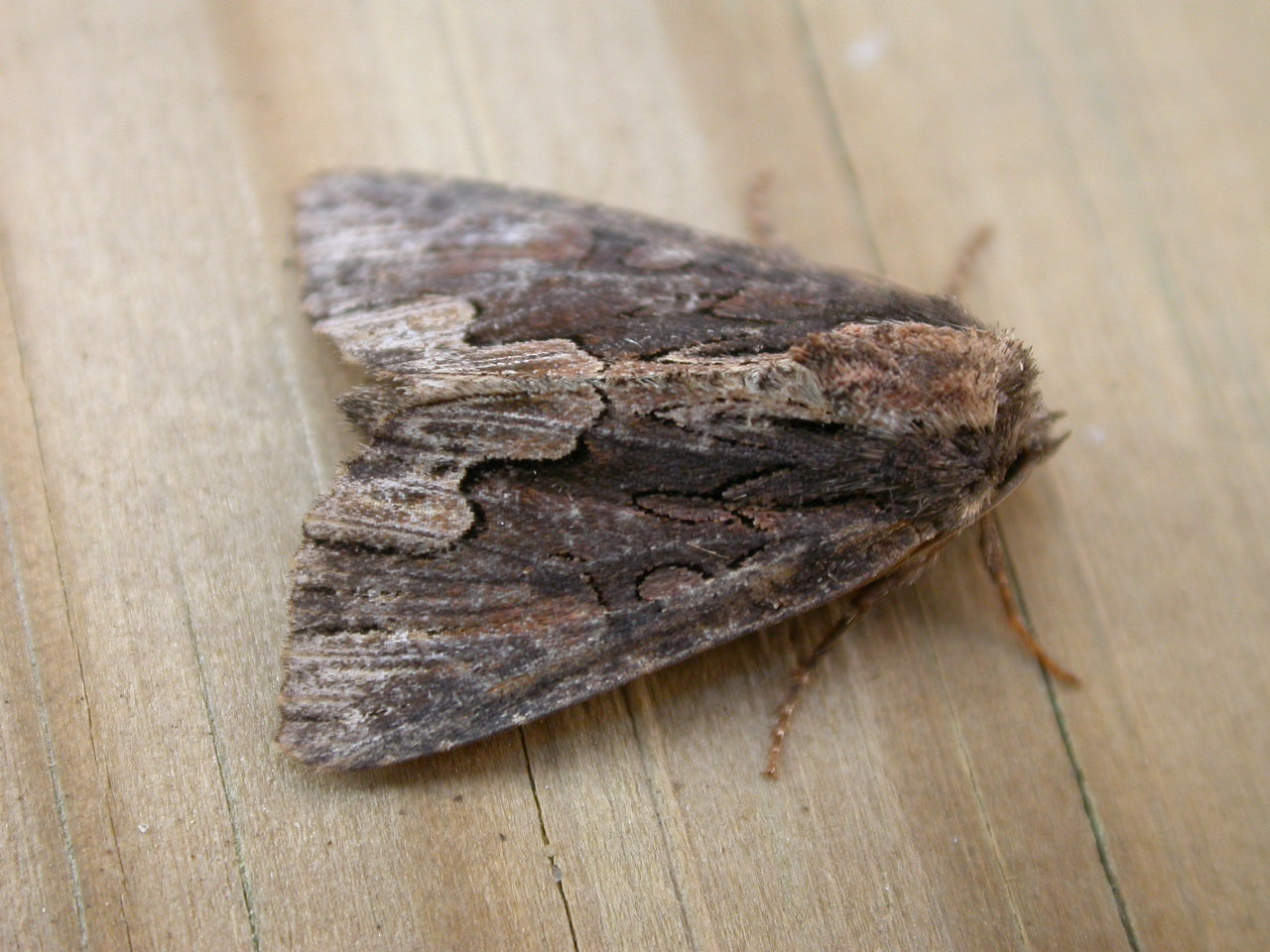
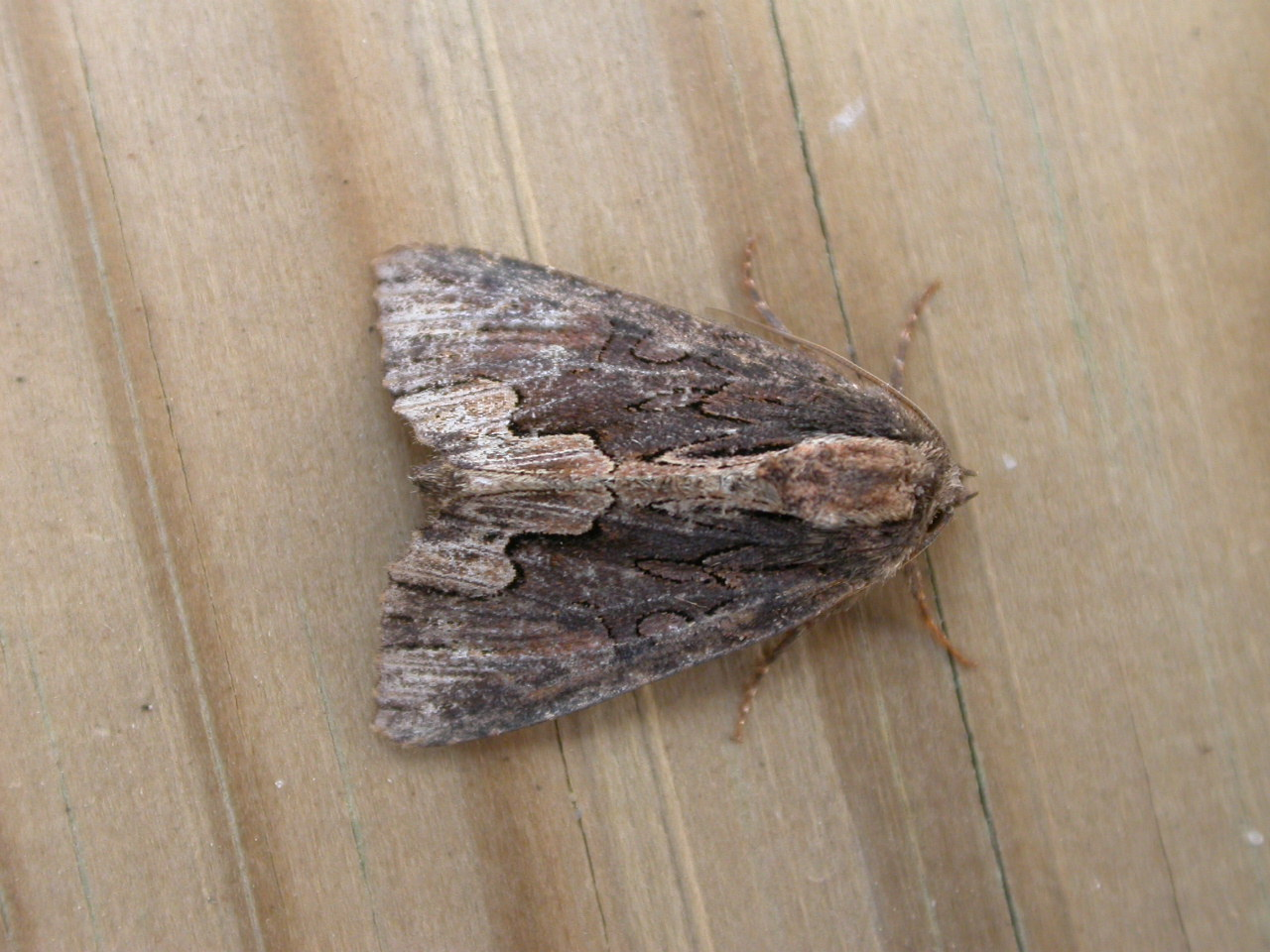
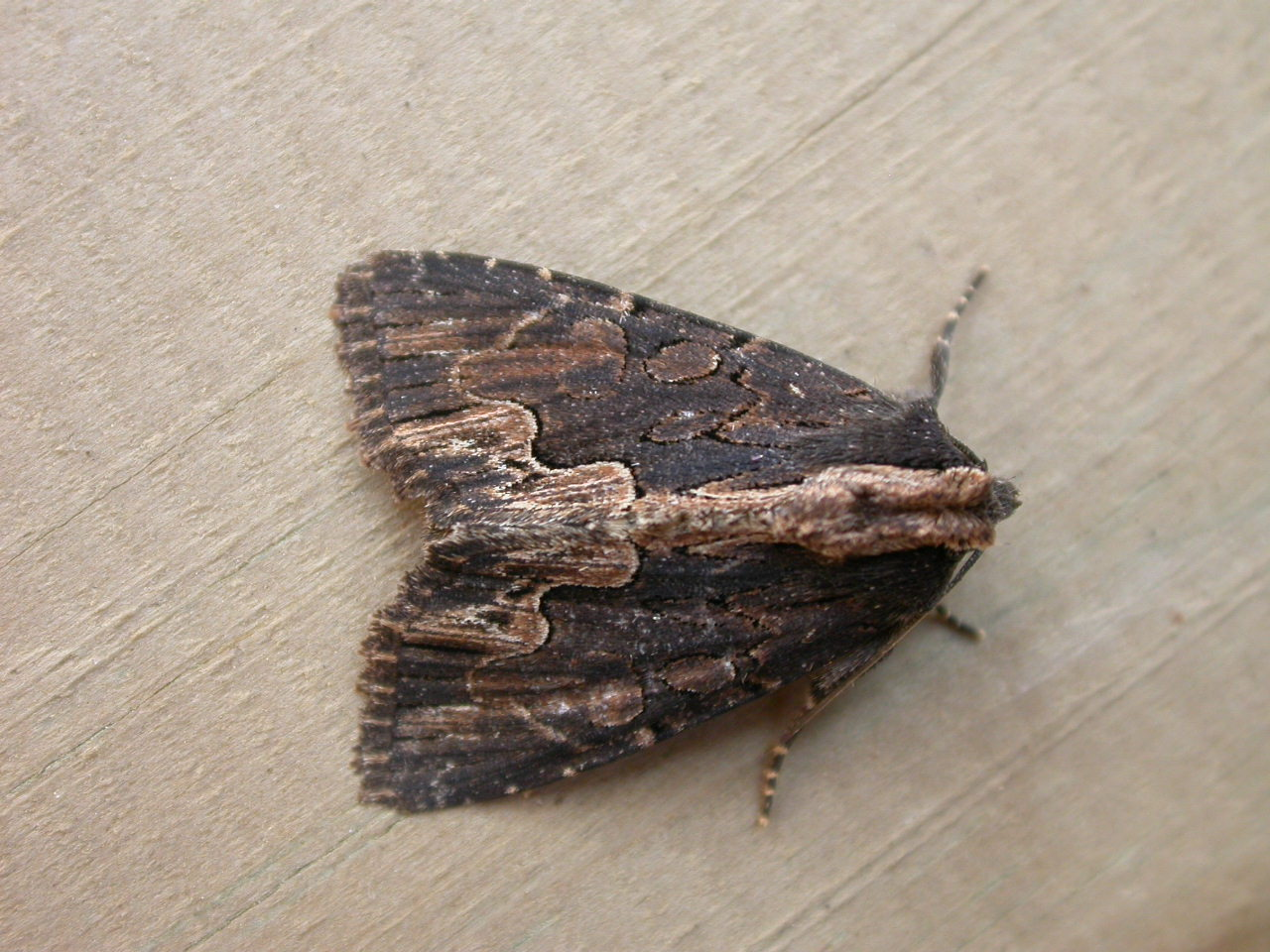